# 赫丘利
在古羅馬宗教和罗马神话中，赫丘利是一位英雄的神化，並納入羅馬的建國神話裡面，之後羅馬人將希腊神话中的海克力斯形象融入赫丘利，改編成自己的文學和藝術，但英雄相對具有羅馬文化的特性。早在公元前6世紀和5世紀，一些希臘的資料源頭表示一些海克利斯的故事如海克力斯的十二項功績和羅馬是有所關聯的。
哈利卡納蘇斯的戴歐尼修斯將赫丘利歸為羅馬榮譽的神之中：「他的靈魂死後必然離開身體，他已經升天並已獲得等價的榮譽之神。」他的神化概念是由於其英雄形象而做為一個神化羅馬國王的象徵。

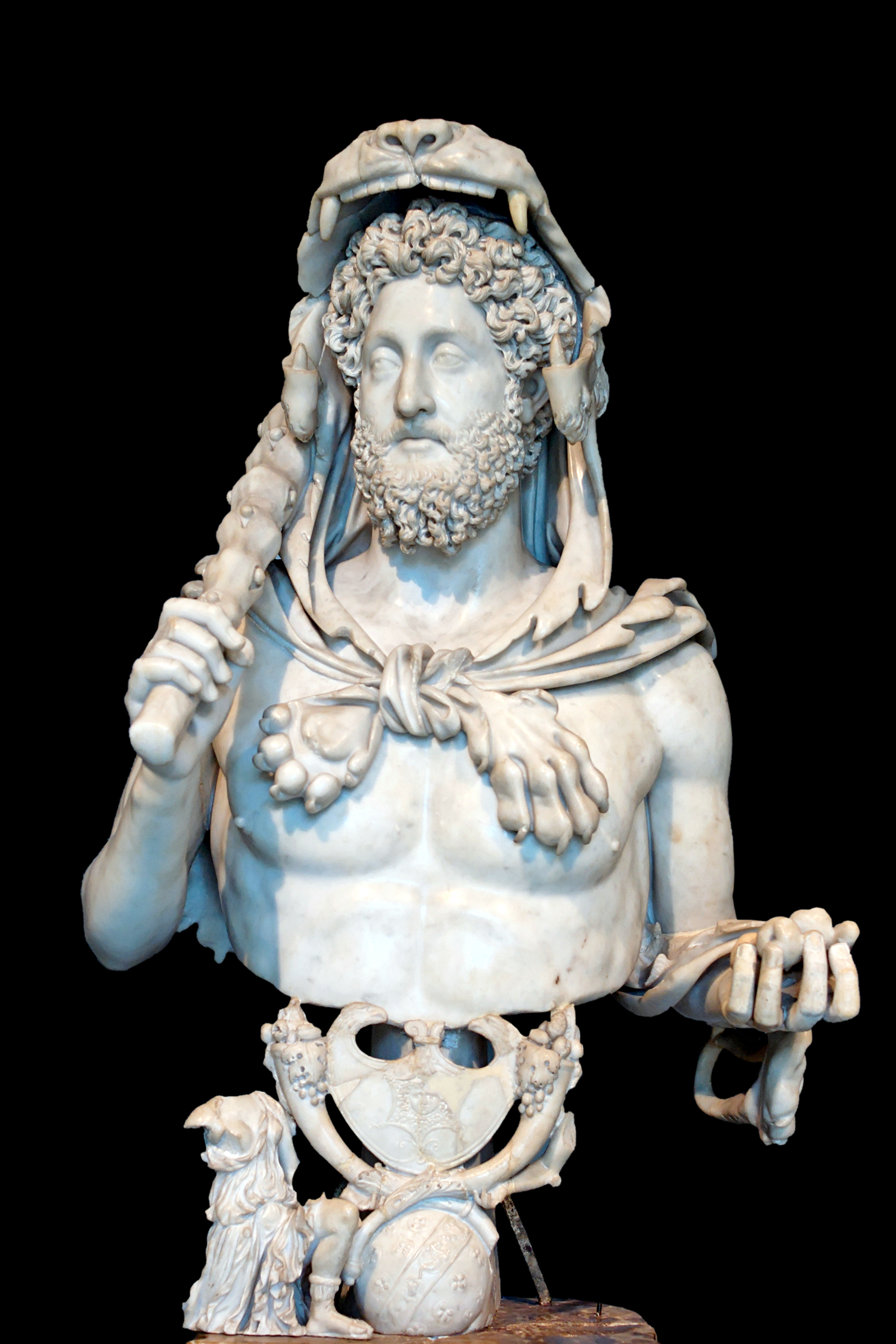
康茂德扮成赫丘利的雕像

## 故事
暴君皇帝康茂德將赫丘利作為自身的護衛，時常穿者赫丘利形象的衣服。在公元184年康茂德將一年的月份全部依自己的名子重新命名，其中包括「赫丘利月」此用分可能是古羅馬的九月或十月這個新制度在192年的康茂德謀殺案之後也一同廢除了。

## 外部連結
- 维基共享资源上的相關多媒體資源：赫丘利
- 维基文库中的相關文獻：
  - . . 1907 （英语）.
  -  Beach, Chandler B. (编). . . Chicago: F. E. Compton and Co. 1914 （英语）.
  - "Hercules and the Wagoner," byAesop
  - "Hercules," from Heroes Every Child Should Know by Hamilton Wright Mabie（英语：Hamilton Wright Mabie）
- Hercules discovery in Israel
- Etruscan mirror illustrated Uni and Hercle
- Hercle and Menerva on an Etruscan mirror from Città di Castello, c 300 B.C.: Badisches
- The Apples of the Hesperides
- Images of Hercules
- Warburg Institute Iconographic Database (c. 2,500 images of Hercules)